# Урбино
Урби́но (итал. Urbino) — город на востоке Италии, исторический, культурный и образовательный центр региона Марке. Население — 15,6 тысяч человек (2009). Почти столько же (13 тысяч) учится в Урбинском университете.

## История
Урбино вырос и набрал политическое значение, находясь с XIII века во владении дома Монтефельтро. Со смертью Гвидобальдо дом славного Федериго да Монтефельтро, второго герцога Урбино, вымер; герцогский престол был занят Франческо Марией из дома дела Ровере (род), усыновленным, с согласия папы Юлия II как ленного владыки, последним из Монтефельтро.
Преемник Юлия II, Лев X, под предлогом, что Франческо Мария велел убить кардинала Павии, конфисковал герцогство и передал его в лен своему племяннику, Лоренцо II Медичи (1516 г.). После восьмимесячной кровавой борьбы Франческо Мария бежал в Мантую. В следующем году, наняв большую армию, он опять завладел своим герцогством, но не удержался там и принужден был заключить договор с папой Львом X, по которому отступился от герцогства в пользу племянника папы, Лоренцо Медичи. Последний умер уже в 1519 г., вследствие чего папа присоединил его лен, как выморочное владение, к непосредственным папским владениям, но Франческо Мария, по смерти Льва, с помощью сыновей владетеля соседней Перуджи вновь овладел (1521 г.) герцогством Урбинским, которое и оставалось во владении его рода в течение ста лет.
Делла Ровере был главнокомандующим войсками Венеции и священной лиги, но в действиях против Карла V выказал мало деятельности и энергии, может быть, потому, что не имел особенного желания стараться для папы Климента VII Медичи, который всегда относился к нему враждебно. Умер Франческо Мария от отравы, данной ему, как думали тогда, не без ведома папы (1538 г.). Его сын Гвидобальдо получил герцогство Урбинское в лен только под условием отказа от области Камерино; отягощая безмерно народ поборами, он вызвал восстание, которое подавил с большою жестокостью. Умер в 1574 г.
Сын и преемник его Франческо Мария II со славой сражался с турками при Лепанто; своим мягким и справедливым управлением заслужил всеобщую любовь; в 1621 г. отрекся от престола. Его сын Федериго, скорей актер, чем правитель, расточительный и распутный, умер уже в 1623 г. от всяких излишеств, оставив дочь Витторию, которая была обручена с Фердинандом, герцогом Тосканы, и должна была принести ему Урбино в приданое; но папа Урбан VIII объявил Урбино выморочным леном и, опираясь на договор с Тосканой 1624 г., захватил всю область, обязавшись выплатить Виттории некоторую сумму и возвратить ей её аллодиальные владения. Герцог Фердинанд чувствовал себя слишком слабым, чтоб добиваться возвращения города оружием.
Затем Урбино составляло часть папских владений до 1860 г., когда папские войска были разбиты пьемонтцами при Кастельфидардо (17 сент. 1860 г.), а население Урбино всенародным голосованием решило присоединиться к Пьемонту.

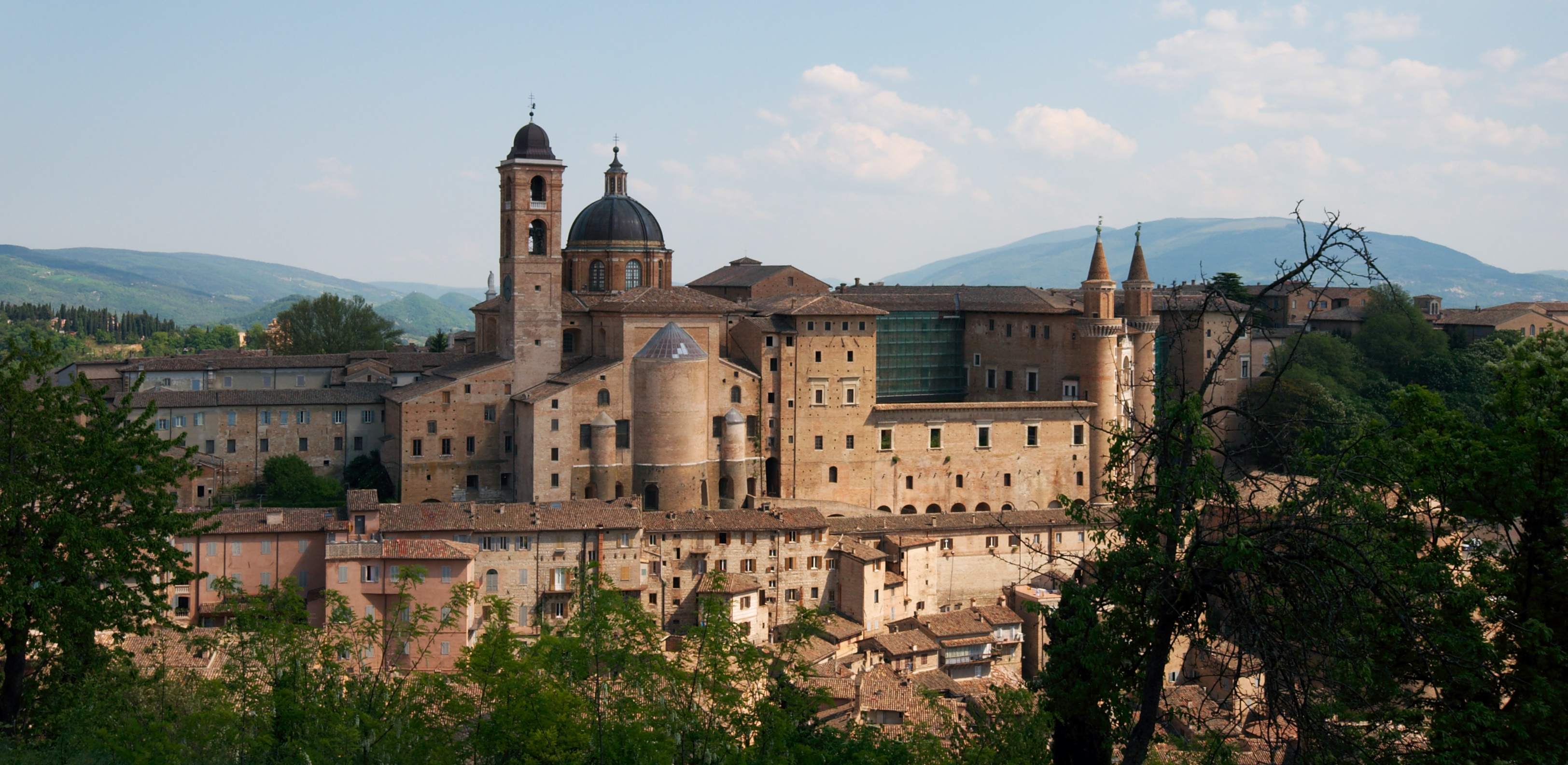
Дворец герцогов Урбинских и кафедральный собор

## Достопримечательности
Исторический центр Урбино застраивался в эпоху Возрождения. Наиболее знаменит дворец герцогов Урбинских с галереей, который является памятником Всемирного наследия и обладает одной из самых значительных в мире коллекций ренессансной живописи (Рафаэль, Пьеро делла Франческа, Уччелло и другие) и скульптуры. Среди других памятников Кафедральный собор с картинами Федерико Бароччи, церковь Сан-Доменико с барельефами Луки делла Роббиа (1449), церковь Сан-Спирито с живописью Луки Синьорелли (1445). Работает Дом-музей Рафаэля.
В Урбинском университете, основанном в 1506 году, ежегодно проходит международный семинар европейского права.
Покровителем коммуны почитается Святой Крескентин, празднование 1 июня.

## Известные жители и уроженцы
- Донато Браманте
- Полидор Вергилий
- Рафаэль Санти
- Бальдассаре Кастильоне
- Муцио Одди
- Пьетро Бембо
- Торквато Тассо
- Лука Чьямберлано
- Валентино Росси